# Cantonul Ouistreham
Cantonul Ouistreham este un canton din arondismentul Caen, departamentul Calvados, regiunea Basse-Normandie, Franța.

## Comune
| Comune                 | Populație (1999) | Cod poștal | Cod INSEE |
| ---------------------- | ---------------- | ---------- | --------- |
| Bénouville             | ...              | 14970      | 14060     |
| Biéville-Beuville      | ...              | 14112      | 14068     |
| Blainville-sur-Orne    | ...              | 14550      | 14076     |
| Colleville-Montgomery  | ...              | 14880      | 14166     |
| Ouistreham             | ...              | 14150      | 14488     |
| Périers-sur-le-Dan     | ...              | 14112      | 14495     |
| Saint-Aubin-d'Arquenay | ...              | 14970      | 14558     |